# Железнодорожная линия Даугавпилс — Индра
Железнодорожная линия Даугавпилс — Индра (официально: «Даугавпилс — Индра — гос. граница») — железнодорожная линия протяжённостью 76 километров от станции Даугавпилс-Пасажиеру до латвийско-белорусской границы. От станции Индра до государственной границы — 7 км, (находящийся в 5 км дальше по линии остановочный пункт Робежниеки закрыт). Линия пролегает по территориям Даугавпилсского и Краславского краёв, уходя в Белоруссию в направлении Полоцка. Линия однопутная, второй путь на участке Индра (Латвия) — Бигосово (Белоруссия) проложен в 2009 году. Движение грузовых составов на линии в 2014 году составляло 36 поездов в сутки в обоих направлениях.

## История
Линия Даугавпилс — Индра открыта 24 мая 1866 года, в составе линии Даугавпилс — Полоцк Динабурго-Витебской железной дороги. После образования единой Риго-Орловской железной дороги, на линии был построен второй путь, впоследствии разобранный для ремонта других линий после Первой мировой войны. В советское время, кроме поездов дальнего следования, по линии курсировали составы местных маршрутов: Рига—Бигосово—Рига и Даугавпилс—Бигосово—Даугавпилс. После восстановления независимости Латвии и до прекращения местного пассажирского сообщения на линии в 2000 году, здесь курсировали дизельные поезда Даугавпилс—Индра—Даугавпилс. В июне 2002 года также маршрут поезда Рига—Даугавпилс—Индра—Даугавпилс—Рига был сокращён до Даугавпилса. С отменой поезда Рига—Гомель в 2007 году пассажирское движение полностью прекратилось, возобновилось 1 июня 2011 года с введением рейса Рига—Минск и вновь прекратилось 17 марта 2020 года в связи с пандемией коронавируса и, как следствие, прекращением международного сообщения.
8 января 2012 года близ путевого поста 401 км с рельс сошли 17 железнодорожных цистерн. 16 цистерн перевернулись, содержимое пяти из них разлилось.
В 2013 году поезд 864/863 Рига—Даугавпилс продлён до Краславы по особому распоряжению (не вводился ни разу). 13 декабря 2020 года бывший поезд 864/863, теперь 704/703 Рига—Даугавпилс на постоянной основе (ежедневно) продлён до Краславы. По расписанию с 12 декабря 2021 года, а по факту с 16 декабря 2021 года по четвергам и пятницам (в обратную сторону в пятницу и субботу) или по дням, к ним приравненным (в праздники расписание может меняться) поезд 704/703 Рига—Краслава продлён до Индры.

## Станции и остановочные пункты
Действующие
 Закрытые
| Километраж | Наименование    | Код    | Местонахождение    |
| ---------- | --------------- | ------ | ------------------ |
| 0,0        | ст. Даугавпилс  | 110003 | г. Даугавпилс      |
|            | о.п. Стропы     |        |                    |
| 9          | ст. Крауя       | 110709 |                    |
| 11         | п.п. 401 км     | 110639 |                    |
| 17         | ст. Науене      | 110624 |                    |
| 23         | о.п. Путаны     | 110616 |                    |
| 29         | ст. Извалда     | 110605 |                    |
| 33         | ст. Силава      | 110516 |                    |
| 42         | ст. Краслава    | 110501 | вблизи г. Краслава |
|            | о.п. Балтене    |        |                    |
| 54         | ст. Скайста     | 110520 |                    |
| 61         | ст. Ниедрица    | 110412 |                    |
| 69         | ст. Индра       | 110427 |                    |
| 74         | о.п. Робежниеки | 110431 |                    |